# Kaple Sutlepa
Kaple Sutlepa (estonsky: Sutlepa kabel) je stavbou ze 17. století postavenou ve vesnici Sutlepa, kde žili estonští rolníci švédského původu. Od roku 1970 se nachází v Estonském národním skanzenu v Talinu. Je filiální kaplí talinské farnosti svatého Jana Evangelisty estonské evangelicko luteránské církve (EELK). Patří k nejstarším dřevěným kaplím v Estonsku.

## Historie
Kaple Sutlepa je jednou z nejstarších dřevěných budov v Estonsku a jedinou sakrální stavbou svého druhu. První písemný údaj o kapli pochází z roku 1627. Kaple byla původně postavena v obci Rooslepa.
V kostele probíhaly bohoslužby v estonštině a švédštině. V roce 1834 byla přestěhována do vesnice Sutlepa. Kaple byla rozložená a znovu sestavena s použitím dřevěných dílů z kaple z Rooslepa. Kapacita kaple byla asi 150 osob, podle tradice muži seděli na epištolní straně a ženy na evangelijní straně.
Kaple byla znovu vysvěcena v roce 1989. Bohoslužby se konají v estonštině o významných církevních svátcích a významných národních dnech.
U hlavní brány hřbitova v Sutlepa na místě, kde stála kaple, byla postavena v roce 1996 zvonice.

## Popis
Jednolodní roubená dřevěná stavba zakončená s pravoúhlým kněžištěm. Na západním průčelí vystupuje věžička s jehlanovou střechou. Vstup do kaple je otevřeným zápražím, který je kryt doškovou střechou opřenou o dva dřevěné sloupy. Rozměr kostela 16,71 x 8,78 m. Orientační rozměr lodi je 9 x 8 m. Sedlová střecha je dvouhřebenová krytá doškovou krytinou.

## Interiér
Interiér kaple je založen na selských tradicích z počátku 19. století, které jsou dovedně kombinovány s barokními prvky. V roce 1837 truhlář Johannes Klingberg zhotovil kazatelnu, která připomíná dílo talinského barokního mistra Tobiase Heintze (1589–1635). Oltář pochází z roku 1810 a křtitelnice na osmibokém podstavci pochází z roku 1802. Obraz Krista nad oltářem daroval kapli zámecký pán C. von Taube v roce 1831. Na oltářní stěně je okno s vitrážemi v cínových rámech. Nedaleko dveří je pokladnička, do které se mohou vkládat peníze jak zevnitř kaple tak i z venku. Na stěnách visí cínové věnce na památku těch, kteří zemřeli na moři. V kněžišti, po obou stranách oltáře, jsou takzvané německé lavice, kde seděli zástupci bohatých a respektovaných rodin.

## Galerie

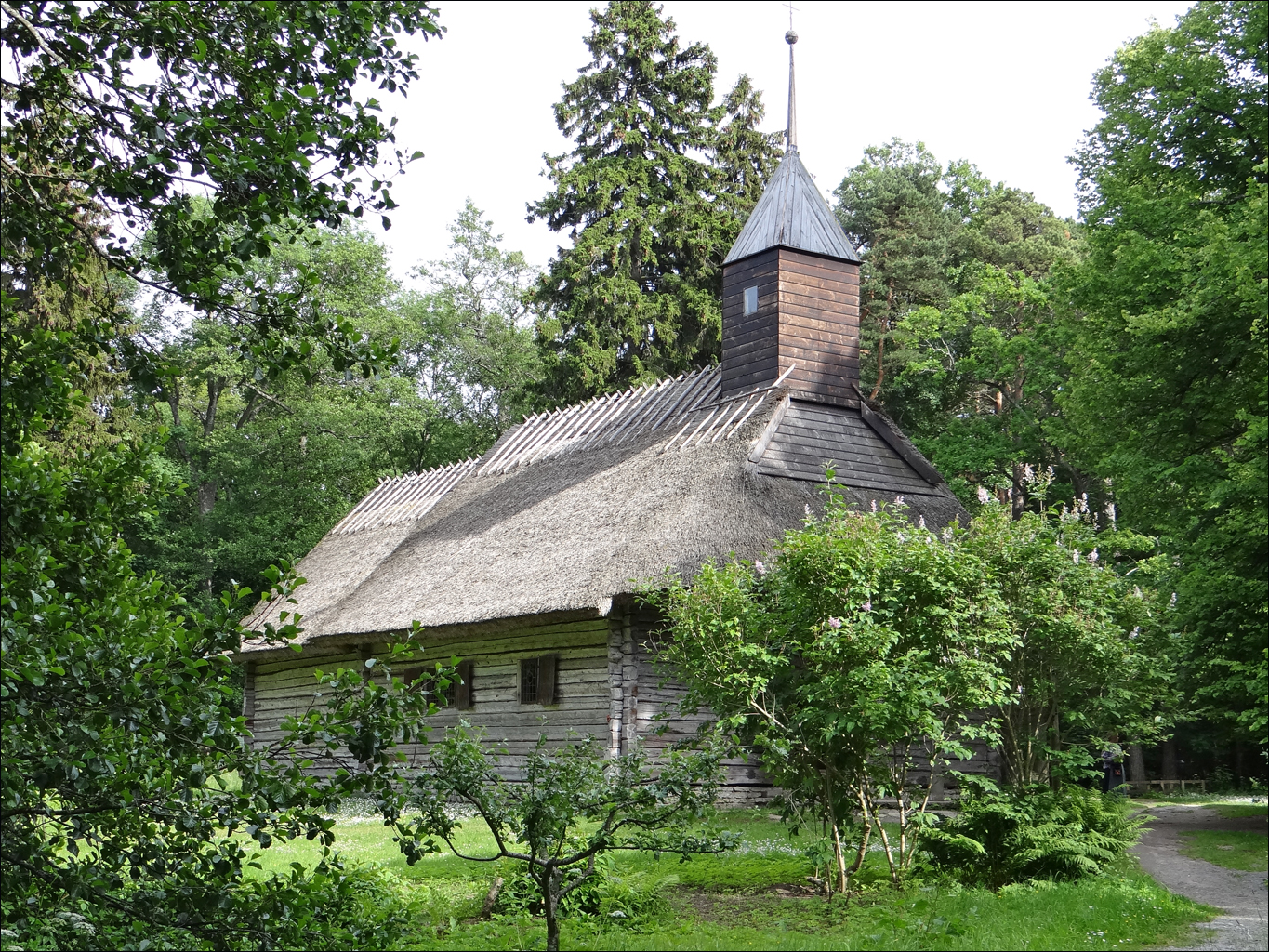
Kaple severní strana
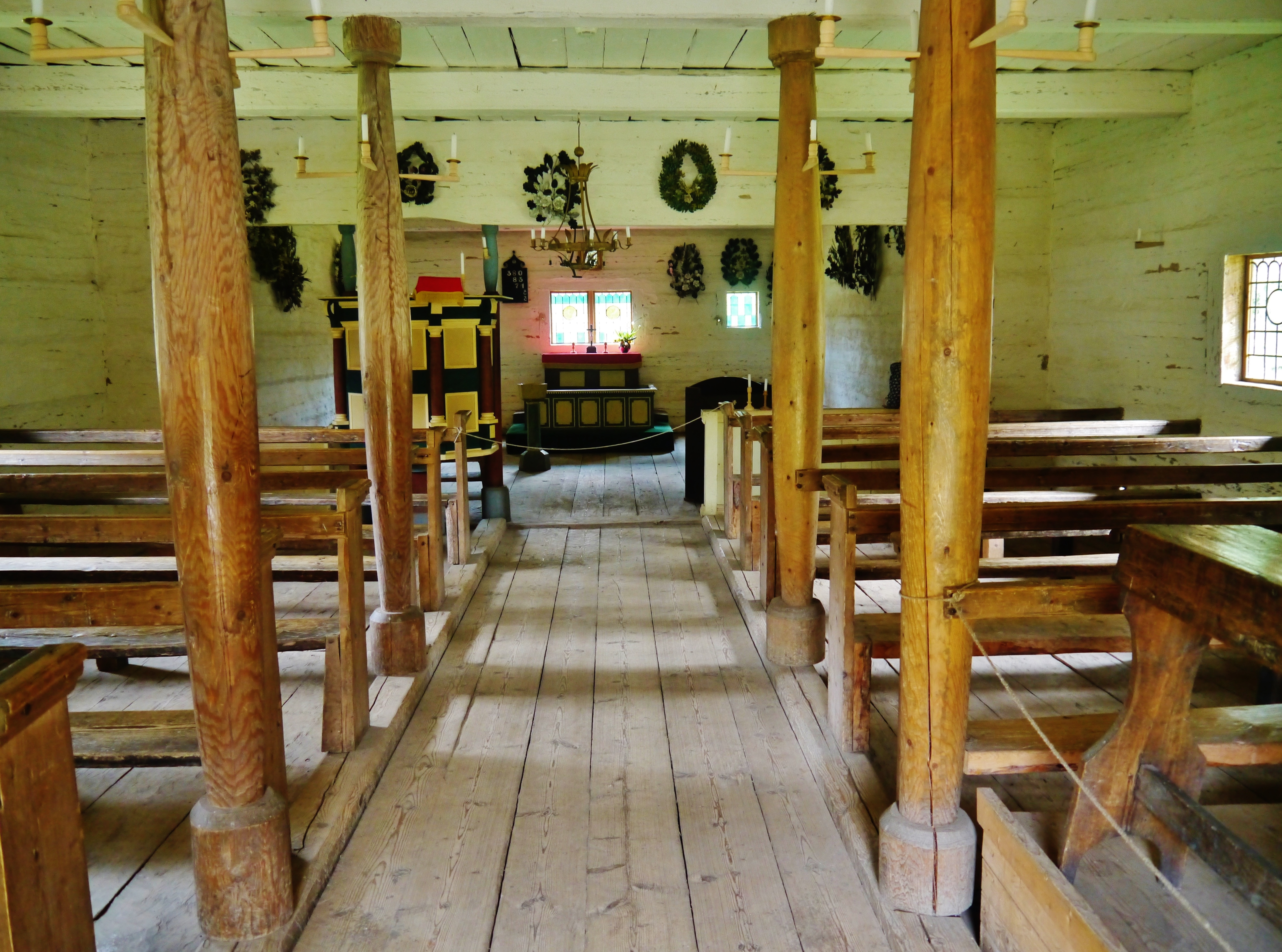
Interiér
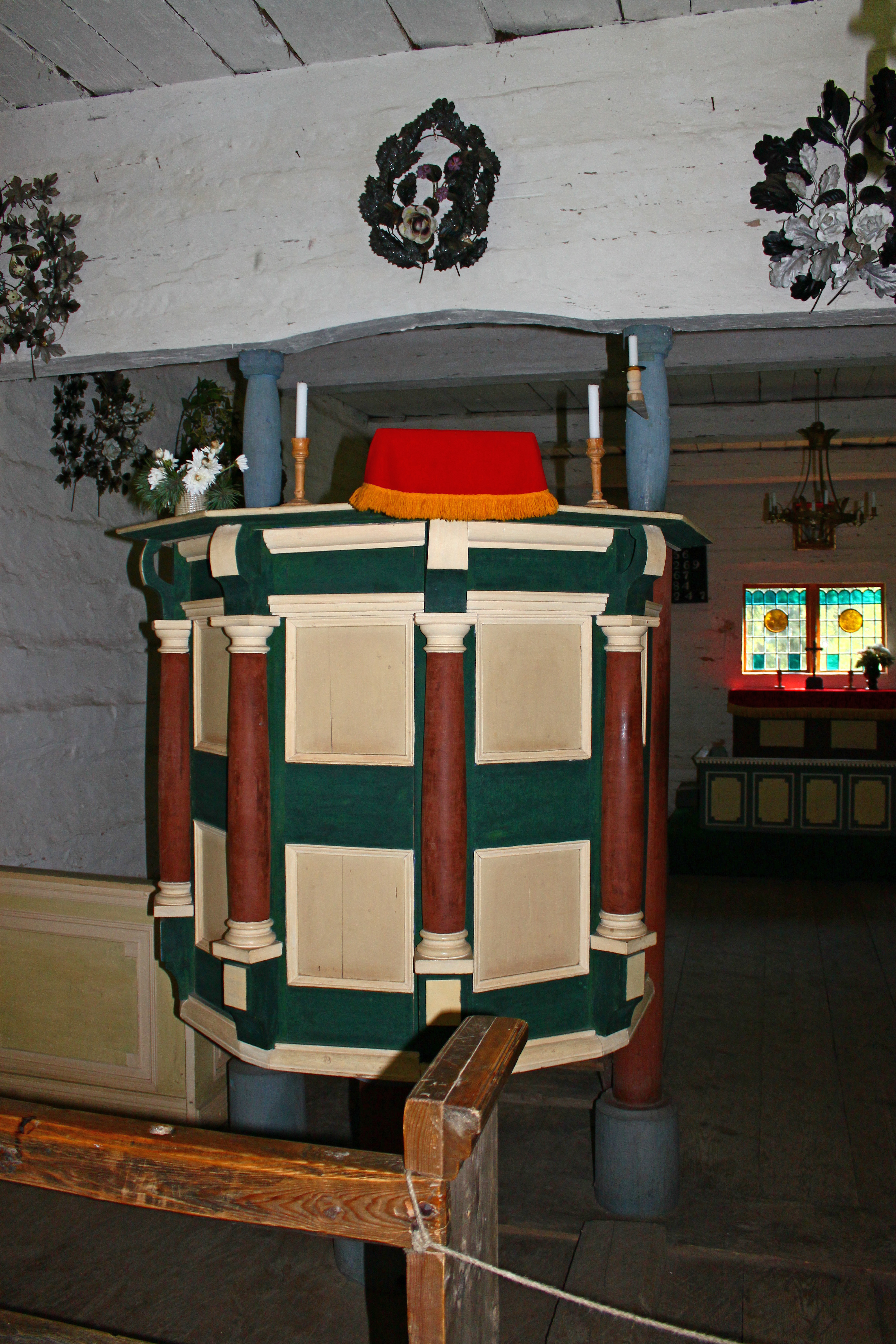
Kazatelna
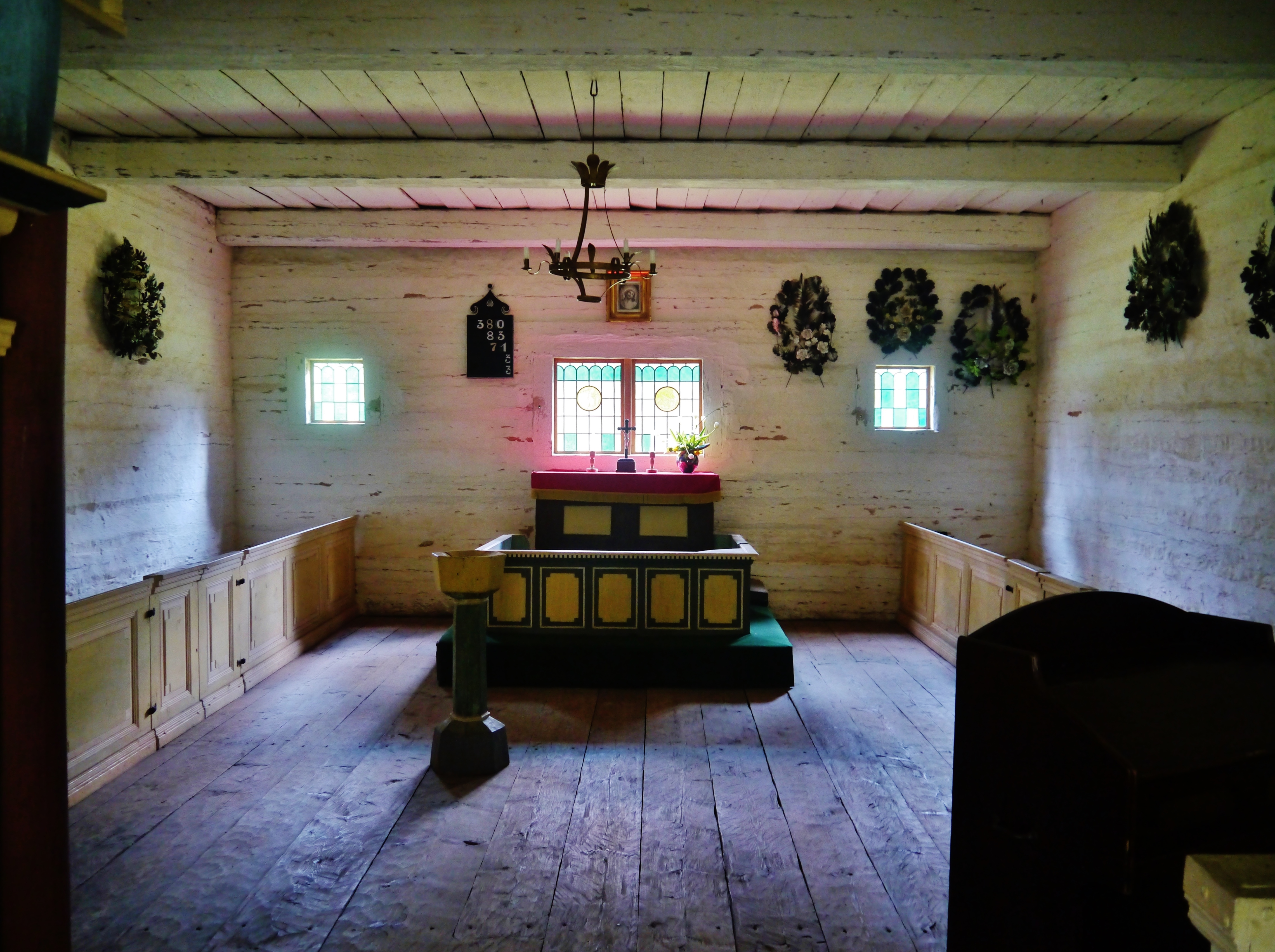
Oltář
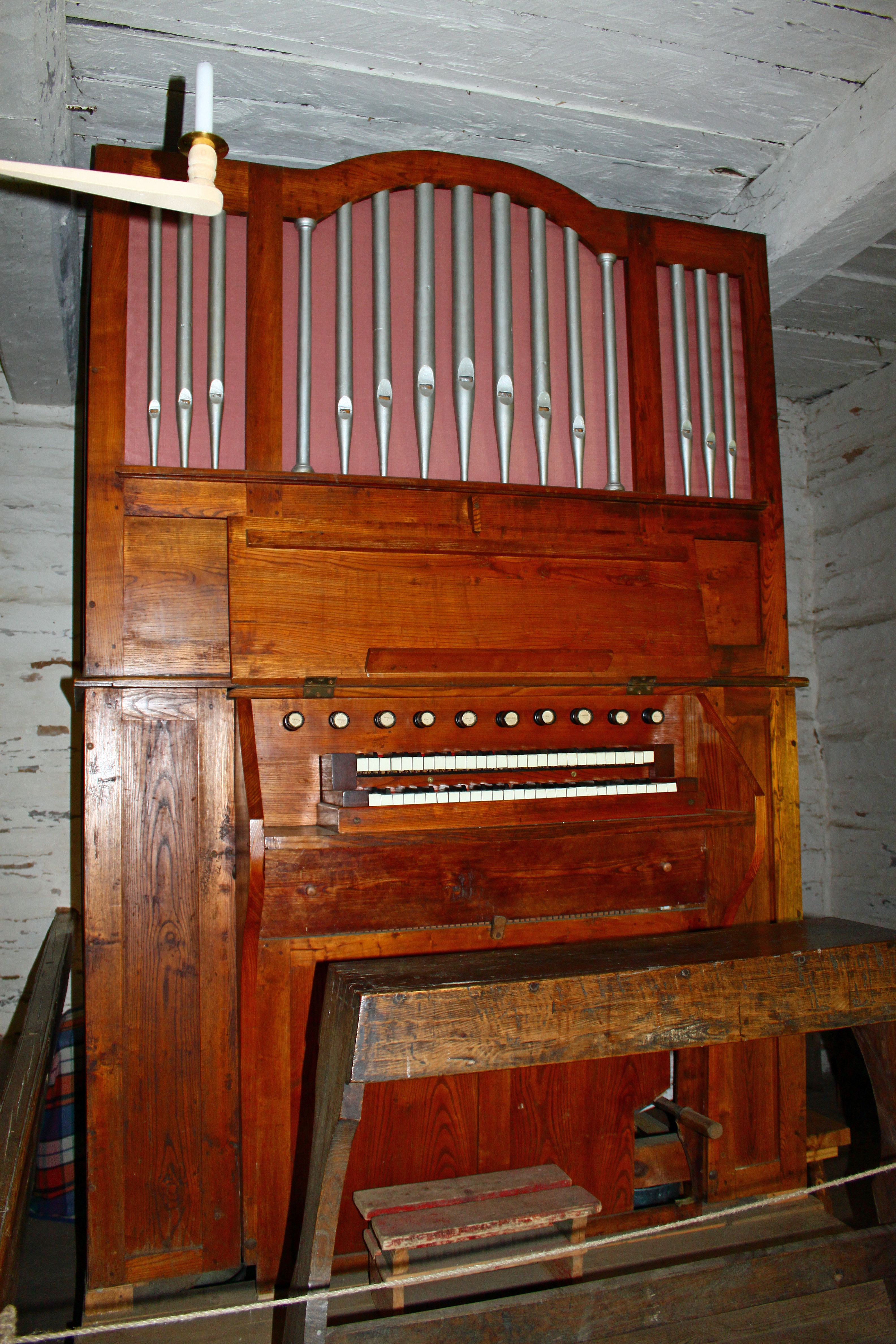
Varhany